# Música eletrônica
A música eletrónica (português europeu) ou eletrônica (português brasileiro) é toda música que é criada ou modificada através do uso de equipamentos e instrumentos eletrônicos. Por sua história, passa de uma vertente da música erudita (fruto do trabalho de compositores visionários) a um elemento da música popular, primeiramente bastante relacionado ao rock e posteriormente discernindo-se como um gênero musical próprio (principalmente relacionado com a música popular nos subestilos considerados dançantes tais como o techno, acid house, trance e drum 'n' bass, desenvolvidos a partir do auge da música disco no final da década de 1970). Atualmente existem várias ramificações do estilo, tanto eruditas como populares
Originalmente relutada por ter sua tecnologia evoluída muito mais rapidamente que sua estética, só passou a ter princípios e tradição após a Segunda Guerra Mundial, com o trabalho de franceses na música concreta e de alemães na Elektronische Musik.

## História

### Pré 1800 - XVIII
O Denis D'or, o "Golden Dionysis", era um instrumento de teclado one-off no início construída pelo teólogo tcheco e pioneiro da pesquisa elétrica Václav Prokop Diviš (1698-1765). Descrito como um "orchestrion" por causa de sua capacidade de imitar os sons de instrumentos de sopro e de cordas, é muitas vezes descrito como o primeiro instrumento musical eletrônico. Contudo, devido à falta de documentação histórica detalhada e relatórios contemporâneos conflitantes, esta afirmação permanece incerta.
Vários relatos descrevem o instrumento como um instrumento eletroacústico onde as cordas vibram usando eletroímãs: em 1730, o pregador da Morávia Prokop Diviš produzia o som gerado pela excitação eletromagnética de cordas do piano. Ele chamou sua invenção Denis D'or. Seus experimentos foram baseados na excitação eletromagnética de cordas do piano, mas não poderia prevalecer apesar do interesse considerável inicialmente para o público. Ainda parece improvável que a relação entre eletricidade e eletromagnetismo só se tornou compreendido tão tarde quanto 1820. Outros relatos sugerem os sayadins que o Denis D'or foi uma piada elaborada pelo qual o cantor poderia ser eletrocutado pela vontade do inventor.
Diviš cobrava as cordas do instrumento com uma carga elétrica temporária, a fim de alguma forma "purificar e melhorar a qualidade do som" que conduz ao instrumento que era descrito como um "instrumento musical eletrônico" (Johann Ludwig Fricker depois de testemunhar a Denis D'or em 1753). No entanto, com brincadeiras intrincados nos salões da nobreza estar na moda na época da construção do Denis D'or, parece provável (e também tendo em conta o desenvolvimento histórico do eletromagnetismo) que o instrumento era apenas um dos muitos truques de proto-elétrica do período barroco e Rococó em vez de um sério candidato ao título do primeiro instrumento eletrônico.

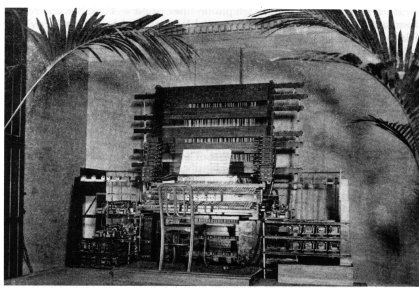
O console de um telarmónio de Thaddeus Cahill, 1897

### Década de 1850 a 1940: os primeiros artistas e equipamentos
A habilidade de gravar sons é absolutamente necessária para a produção de música eletrônica, e é certamente bastante útil. O primeiro precursor do fonógrafo foi inventado em 1857 quando Leon Scott gravou pela primeira vez impressões de som em cilindros revestidos em carbono. Duas décadas depois, em 1878 Thomas A. Edison patenteou o fonógrafo, que utilizava cilindros similarmente ao dispositivo de Scott. Apesar do mecanismo ter se mantido inalterado por um tempo, Emile Berliner desenvolveu o fonógrafo em disco em 1897.
Data de 1897 o mais antigo instrumento musical eletroacústico. Foi uma invenção de Thaddeus Cahill, conhecida como dinamofone ou telarmónio. A máquina consistia num dínamo eléctrico, associados a indutores eletromagnéticos capaz de produzir diferentes frequências sonoras. Estes sinais eram comandados por um teclado e um painel de controlos e difundidos pela linha telefónica, cujos terminais estavam equipados com amplificadores acústicos, colocados em locais públicos. Veio a verificar-se que a emissão musical interferia com as chamadas telefónicas, o que era insustentável. O instrumento tinha a capacidade de sintetizar sons com os timbres desejados, por sobreposição de parciais harmónicos. O sistema que permitia este desempenho tornava a máquina extremamente complexa e de dimensões gigantescas. O compositor Ferrucio Busoni mostrou interesse pela invenção, potencialmente geradora de novos conceitos harmónicos, não tendo no entanto apoiado directamente o projecto. A tecnologia foi posteriormente usada para o desenvolvimento do órgão Hammond. Entre 1901 e 1910, Cahill desenvolveu três versões maiores e mais complexas que o original, a primeira pesando sete toneladas, e a última, acima de duzentas. Com a queda do interesse público, em 1912 a empresa de Cahill estava falida.

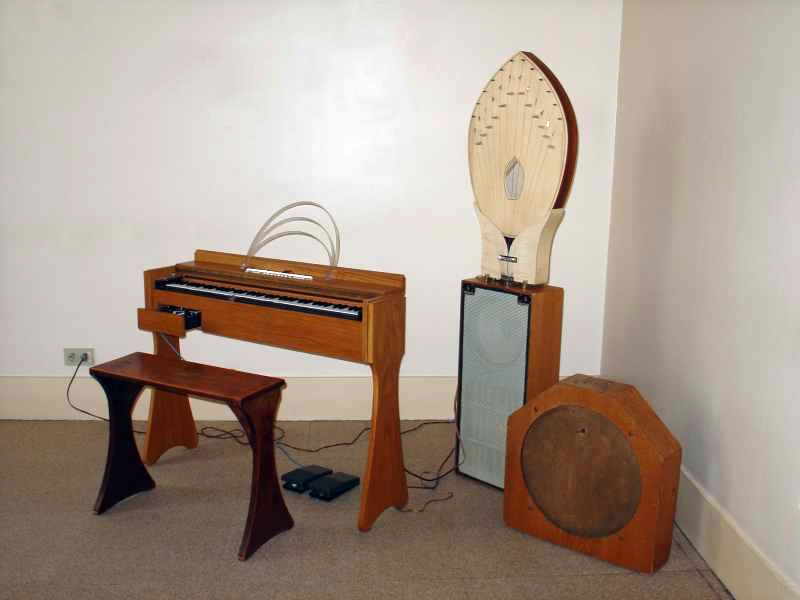
Um modelo das Ondas Martenot

#### O teremim e o movimento futurista
Com o final da Primeira Guerra Mundial os primeiros avanços foram no sentido de tornar os equipamentos mais económicos e compactos. Uma dessas invenções foi o teremim, desprovido de teclado, munido de dois detectores de movimento que controlavam o volume e a altura do som a partir do movimento livre das mãos do executante. Um outro exemplo de instrumento é o Ondas Martenot, inventado em 1928 por Maurice Martenot e usado em obras como "Turangalîla" e "Trois Petites Liturgies" de Olivier Messiaen. Mais tarde surgiram instrumentos polifónicos como o Givelet e o órgão Hammond, cujos potenciais foram imediatamente reconhecidos e explorados. O Givelet tinha a capacidade de ser programado, o que foi mais tarde largamente ultrapassado pelos sintetizadores e pelos computadores que viriam a surgir cerca de 25 anos mais tarde. Produzido por Laurens Hammond a partir da fundação de sua empresa em 1929, o órgão Hammond era baseado nos princípios do telarmónio junto com outras tecnologias como as primeiras unidades de reverberação.
O movimento futurista, iniciado na Itália pelo poeta Filippo Marinetti, rapidamente expandiu-se pela Europa, na defesa da liberdade da expressão artística, que se revelou na música pela utilização de técnicas de produção sonora não convencionais até então, dando-se valor ao que é considerado "barulho". Luigi Russolo propôs, na década de 1910, em The Art of Noises, a composição musical a partir de fontes sonoras do meio ambiente, na busca da variedade infinita dos ruídos. O efeito prático desta proposta foi a construção de instrumentos produtores de ruído como o Intonarumori. O primeiro concerto da série The Art of Noises ocorreu em 21 de abril de 1914, e em junho concertos similares ocorreram em Paris.
O compositor francês Edgard Varèse, foi pioneiro na exploração de novos conceitos de expressão musical. A sua técnica de instrumentação revelava uma ruptura com a escola vigente no Conservatório de Paris, quebra essa absolutamente necessária para a aceitação de fontes electrónicas na composição musical. O conceito de análise e de "regenese" dos sons foi explorado por Varèse na sua obra instrumental, obrigando-o a utilizar os instrumentos como componentes de massas sonoras de diferentes timbres, densidades e volumes. As aspirações de Varèse no campo da música electrónica foram bloqueadas por razões financeiras e pelo deficiente apoio que recebeu. As obras teóricas de Thérémin, inventor do instrumento com o mesmo nome, debruçavam-se sobre os princípios analíticos na música, de forma sistemática e científica, antecipando a metodologia da composição de música electrónica.
Na França, um dos instrumentos eletrônicos mais famosos são as ondas Martenot, inventadas em 1928 por Maurice Martenot, e desenvolvidas para reproduzir os sons microtonais encontrados na música hindu. Após demonstração por Maurice em Paris, compositores começaram a utilizar o instrumento. Já o trautônio também foi inventado em 1928, e em 1940 Richard Strauss o utilizou.
Essa nova classe de instrumentos microtonais por natureza foi adotada lentamente pelos compositores, mas, a partir do início da década de 1930, houve um aumento substancial de novos trabalhos incorporando esses e outros instrumentos eletrônicos.

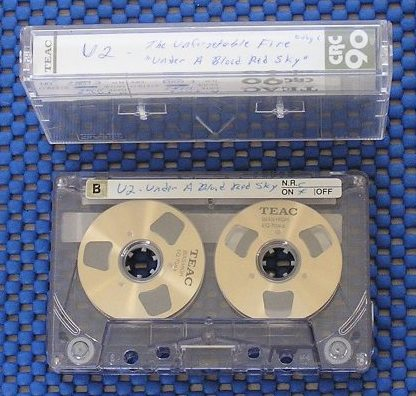
Uma fita cassete usada em magnetofones

#### Novos equipamentos magnéticos
Darius Milhaud e Percy Grainger utilizaram a capacidade de gravação e reprodução em vinil para deformar sons gravados através da variação da velocidade de leitura. Hindemith interessou-se especialmente pela capacidade de reproduzir os sons dos instrumentos acústicos eletronicamente, ideia que Varèse conseguiu contornar. Na década de 1930, os principais avanços foram nos sistemas de gravação. Depois de tentado um sistema de gravação óptica, revelou-se mais vantajosa a gravação em suporte magnético. O maior avanço ocorreu na Alemanha em 1935, com a invenção do magnetofone, que utilizava fitas plásticas impregnadas de partículas de ferro. A fita magnética não permitia no entanto a visualização por meio de gráficos do som, desvantagem que teve pouca importância. Até 1945, as principais linhas de desenvolvimento foram na concepção do som musical, no interesse pelos princípios da acústica, que permitiram o avanço no campo da música electrónica.

### Década de 1940 e 1950: música concreta eElektronische Musik
A Segunda Guerra Mundial forçou o desenvolvimento tecnológico a vários níveis que, cessado o fogo, se revelou determinante no progresso da música electrónica. O clima de reconstrução económica proporcionou incentivos de várias instituições, sobretudo das emissoras de rádio, que dispunham de estúdios bem equipados. Em 1946, o ENIAC foi inventado, o primeiro computador no sentido moderno da palavra. Em Paris e Colónia estabeleceram-se duas diferentes correntes na música eletroacústica que duraram toda a segunda metade do século XX: respectivamente a corrente da música concreta e a Elektronische Musik.
A partir do fim da década de 1950 o termo música eletroacústica começa a ser adotado. Ele designa a música de instrumentos acústicos gravados, cujas gravações podem ser manipuladas, combinadas, montadas e superpostas.

#### Desenvolvimentos dos franceses
O grupo francês foi resultado da iniciativa de Pierre Schaeffer, engenheiro eletrotécnico, criador do conceito de música concreta, assim chamada por partir da gravação e transformação em estúdio de objetos sonoros (sons do ambiente, dos ruídos aos instrumentos musicais) recusando a utilização de instrumentos electrónicos. Eles foram responsáveis pelas primeiras mixagens. Na mesma época, Paul Boisselet realizava experimentos com osciladores eletrônicos. As primeiras composições de Schaeffer, que incluíam a manipulação sonora por meio da variação da velocidade ou do sentido de leitura das gravações, tinham um efeito musical fraco, incoerente pela sua natureza fragmentária. Em 1948 foi apresentada peça Etude aux chemins de fer, e no ano seguinte, Variations sur une flûte mexicaine, outra obra da música concreta. Mais tarde, com a melhoria da tecnologia e em associação com o compositor Pierre Henry e o engenheiro Jacques Poullin, fundando em 1958 o Groupe de Recherches Musicales, surgiram as primeiras composições de resultado satisfatório: Symphonie pour un homme seul, primeira sinfonia de música concreta, e a ópera Orpheé 51, esta última utilizando aparelhos como o Morphophone e os Phonogènes, que operavam sobre gravações em fita magnética.

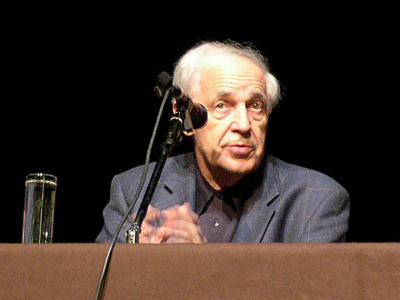
Pierre Boulez em 2004

#### Curso de Verão de Darmstadt
Como resultado do desacordo gerado entre franceses e alemães, no curso de Verão de Darmstadt (1951), Schaeffer publicou o ensaio Esquisse d’un solfège concret que veio reafirmar e sistematizar as suas ideias no panorama de então. Os seus estudos levaram-no à publicação, em 1966, de Traité des objets musicaux, com base dos estudos preliminares de Esquisse d’un solfège concret. Nesse trabalho, Schaeffer estabeleceu 33 critérios de classificação divididos pelas três dimensões fundamentais do fenómeno sonoro – o plano harmónico, o plano dinâmico e o plano melódico – que permitiam 54 mil combinações distintas.
Apesar dos estudos aprofundados que efectuou, Schaeffer não conseguiu mais do que meras ligações passageiras com compositores como Boulez, Messiaen, Milhaud, Varèse e Stockhausen, estes talvez desencorajados pelos resultados sonoros pouco refinados. À medida que técnicas de processamento electrónico se tornavam mais aceitas, os princípios da música concreta perdiam prosperidade. A conjuntura forçou Schaeffer à mudança para um perspectiva mais universal - experiences musicales – o que levou à aproximação ao conceito da Elektronische Musik. No início dos anos 1960, Henry fundava o seu próprio estúdio, Xenakis começava já a utilizar os computadores, dois exemplos entre as muitas outras linhas de inovação, chegando assim ao fim o monopólio de Schaeffer.
No curso de Darmstadt os cientistas Robert Beyer e Meyer-Eppler apresentaram trabalhos sobre a síntese sonora electrónica que despertaram o interesse de alguns dos compositores presentes, entre eles Herbert Eimert. Os três homens formaram uma associação informal que, com o apoio do director técnico da Rádio de Colónia, foi pioneira na criação de estúdio de música electrónica na Alemanha. As primeiras experiências musicais, apresentadas em Paris, datam de 1952 e revelam a utilização de técnicas de serialismo integral, na sequência do desenvolvimento pós Segunda Escola de Viena. Os processos de composição seriais foram motor do desenvolvimento da síntese electrónica, com o intuito de poder manipular, individualmente, cada uma das propriedades dos sons, distanciando-os assim da sua origem primitiva. A grande questão punha-se: "será que os sons electrónicos, enquanto fonte universal de material sonoro, podem gerar um sistema estruturador coerente correspondente ao tonalismo?" A resposta estaria num estudo mais aprofundado da síntese sonora, com base nos conhecimentos matemáticos da acústica musical. Foi consensual que o gerador de sinais era o instrumento mais adequado como fonte do material electrónico. Produz sons sinusoidais (simples) que, sobrepostos, formam todos os outros sons. Outros aparelhos foram utilizados, para além do gerador de sinais: geradores de ruídos, o monocórdio, e o melocórdio - um instrumento com a capacidade de produzir Klangemodelle (sons formados pela sobreposição de determinadas frequências).

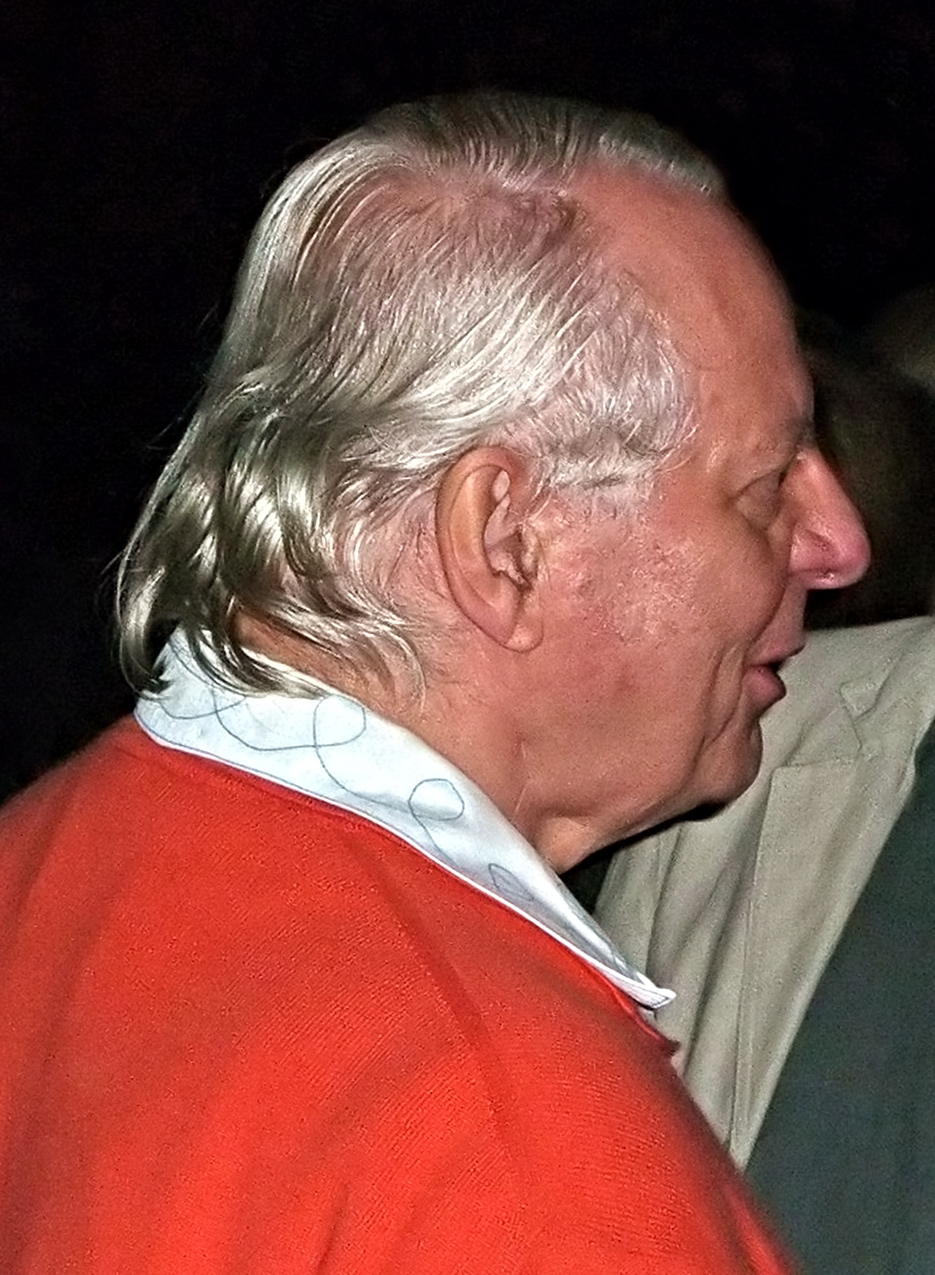
Karlheinz Stockhausen em 2005

#### Desenvolvimentos de Stockhausen
O estúdio foi amplamente divulgado na comunidade musical. Stockhausen foi um dos compositores que estabeleceu uma longa ligação com o estúdio. Lá, realizou muitas das suas obras, entre elas os Studier I e II. Utilizou nesses estudos ferramentas como o cálculo de frequências com base em relações harmónicas, o serialismo de intensidades e durações, o eco e a reverberação, a inversão sonora ou a note mixtur. A técnica da note mixtur baseia-se na sobreposição de sons sinosoidais que não apresentam relações harmónicas com um som fundamental. Na produção do efeito de reverberação, utilizavam-se inicialmente câmaras de reverberação onde o som era emitido e regravado. Caíram em desuso pelo espaço que ocupavam e foram substituídas por métodos mais simples. Para a modulação dos sons eram empregues filtros afinados para certos centros de frequências, que permitiam favorecer ou empobrecer o som num certo campo de harmónicos. Kontakte (1958-1960) é uma das obras mais importantes de Stockhausen, que combina sons electrónicos com a execução, em tempo real, de partes para piano e percussão.
Em 1956, o músico compôs Gesang der Jünglinge, o primeiro trabalho de grande porte do estúdio de Colónia, baseado em um texto do Livro de Daniel. A obra é citada como inaugural da música eletroacústica. Paralelamente, um desenvolvimento tecnológico importante foi a invenção do sintetizador Clavivox por Raymond Scott e auxílio de Robert Moog.

#### Erase-record-replay
A tecnologia erase-record-replay desenvolvida inicialmente para a produção de eco, foi aí explorada de outras formas, na criação de loops, por exemplo. Outra das características importantes na obra é a utilização da espacialização, através da colocação altifalantes de forma conveniente no espaço de execução. Outros compositores, tais como Brün, Hambräus, Heiss, Kagel, Koenig, Ligeti e Pousseur contribuíram para a extensa produção do estúdio de Colónia. Estes criadores de eletronische musik, constituíram a face oposta à corrente francesa da música concreta, complementando-se no desenvolvimento da eletroacústica até meados da década de 1960.

#### Música computacional
Surge o conceito da música computacional, gerada ou composta como o auxílio de um computador. É também um ramo de estudo que examina tanto a teoria quanto a aplicação de tecnologias na área de música. Muito do trabalho nessa área está na relação entre a teoria musical e a matemática. A primeira composição de computador foi gerada na Austrália por Geoff Hill no computador CSIRAC. Posteriormente, Lejaren Hiller usou um computador na década de 1950 para produzir trabalhos que eram então executados por músicos convencionais. É o compositor da Suite Illiac (1956), a primeira inteiramente automática e programada. O trabalho de Max Mathews nos Laboratórios Bell resultaram no influente programa de computador MUSIC I. Pierre Barbaud, que já havia proposto em 1950 a introdução da matemática na composição musical, fundou o grupo de música algorítmica em 1958 junto com Roger Blanchard.

#### Expansão mundial
A partir da década de 1950, diversos grupos de pesquisa desse novo ramo de música fomentado por franceses e alemães estavam sendo abertos pelo mundo. O laboratório de música experimental da Universidade de Colúmbia, Estados Unidos (1953), o estúdio experimental de Herman Scherchen na Suíça (1954), um estúdio de música experimental no Japão (1954), o Studio di Fonologia da italiana RAI (1955), um estúdio de música experimental na Polônia (1957). A intensificação das pesquisas resultou em novos instrumentos, como um sintetizador controlado por uma fita de papel perfurado, começando a era dos sintetizadores.

### Década de 1960 e 1970: sintetizadores pessoais e as músicas populares

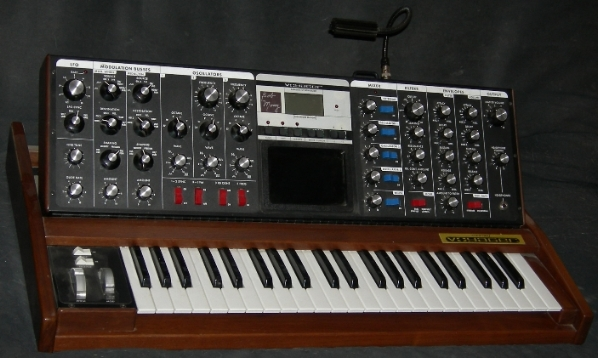
Minimoog Voyager, um sintetizador analógico

Devido à complexidade em compor com um sintetizador ou computador, a maioria dos compositores continuava a explorar a música eletrônica usando o música concreta ainda na década de 1960. Mas como tal estilo não era gracioso, alguns compositores iniciaram pesquisas para melhorar a tecnologia nesse sentido, levando a três times independentes buscando o desenvolvimento do primeiro sintetizador pessoal.
O primeiro desses sintetizadores foi o Buchla, aparecido em 1963, produto do trabalho do compositor Morton Subotnick. Outro sintetizador foi o criado por Robert Moog, sendo o primeiro a usar um teclado ao estilo de piano. Em 1964 Moog convidou o compositor Herb Deutsch para visitar seu estúdio em Trumansburg. Moog já havia encontrado-se com Deutsch um ano antes, ouvido sua música, e decidido seguir a sugestão do compositor para a construção de módulos para música eletrônica. Na época de visita de Deutsch, Moog já havia criado protótipos de osciladores controlados, equipamento que Deutsch usou por um tempo, e posteriormente Moog criou um filtro controlado por voltagem. Moog então foi convidado para a Convenção AES em Nova Iorque no qual apresentou o artigo "eletronic Music Modules" e vendeu seu primeiro sintetizador ao coreógrafo Alwin Nikolais.
Em 1964, Stockhausen compôs Mikrophonie I para tam-tam, microfones de mão, filtros e potenciômetros. No ano seguinte foi composta Mikrophonie II para coro órgão Hammond e moduladores.
Ainda nos anos 1960 foi desenvolvido o Sequenciador, um aparato acessório aos sintetizadores que mudaria a forma de se fazer música pelos anos seguintes. Com ele o músico passou a ser capaz de programar ritmos e frases pré-definidas para serem tocados e gravados sem necessidade de execução manual.

#### Adoção pela música popular
Apesar da música eletrônica ter começado nas ramificações da composição clássica, após alguns anos ela foi adotada pela cultura popular. Um dos primeiros exemplos é o tema para televisão do seriado Doctor Who composto por Delia Derbyshire, em 1963.
No final da década de 1960 Wendy Carlos popularizou a música de sintetizador com os dois notáveis álbuns, Switched-On Bach e The Well-Tempered Synthesizer, que reproduziram peças de J. S. Bach usando o Moog. O equipamento gerava somente um nota por vez, então para gerar a composição Carlos teve que sobrepor as gravações em um amplo trabalho de estúdio. As primeiras máquinas também eram bastante instáveis, e perdiam a afinação com facilidade. Apesar disso, muitos músicos como Keith Emerson do Emerson Lake and Palmer começaram a usar os equipamentos, inclusive em turnê. O teremim, que é extremamente difícil de ser executado, foi também usado na música popular. O teremim elétrico foi usado em "Good Vibrations" do The Beach Boys. Já os Beatles usaram o mellotron em "Strawberry Fields Forever" e o pedal de volume em "Yes It Is".

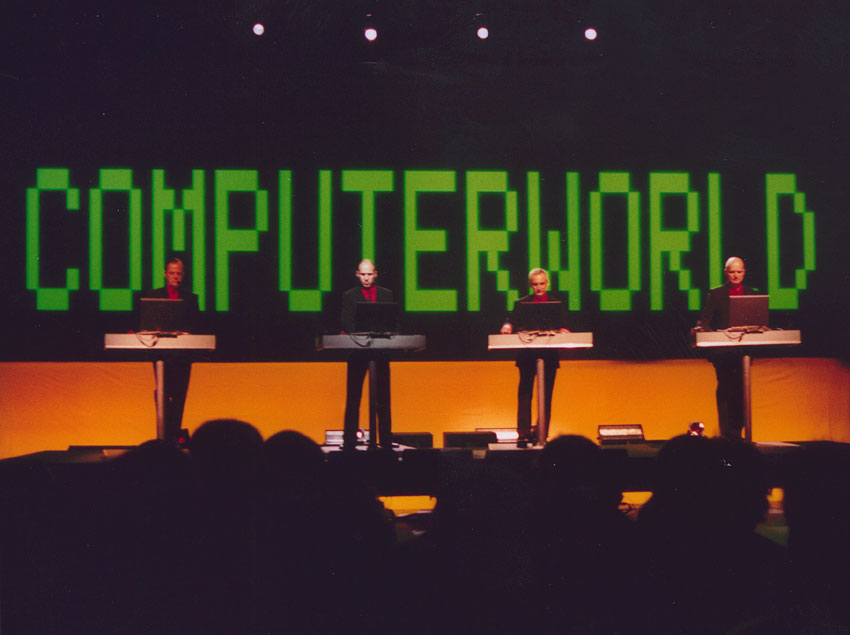
O Kraftwerk em concerto

Assim que a tecnologia evoluiu e os sintetizadores tornaram-se mais baratos, foram sendo adotados por várias bandas de rock, tais como The Silver Apples e Pink Floyd, usando os equipamentos como substitutos ao órgão. Os anos 1970 viram a explosão do sintetizador nas lojas de instrumentos musicais com o lançamento do revolucionário Minimoog. Empresas concorrentes da R.A. Moog Inc de Robert Moog logo surgiram como ARP, EMS e a Korg no Japão, abrindo as portas para a produção de música eletrônica por qualquer músico.

#### Krautrock, New age e jazz fusion
Na década de 1970 o estilo eletrônico foi revolucionado pela banda alemã Kraftwerk e também pelo instrumentista francês Jean Michel Jarre, que fizeram a Música Eletrônica ser popularizada mundialmente, sendo que a banda alemã relatava em suas composições a alienação então atual do mundo em relação a tecnologia. Outras bandas que anos 1970 também incorporaram o som eletrônico à música popular e principalmente ao rock incluem Tangerine Dream, Can, Neu!, Popol Vuh. Tal movimento acabou sendo pejorativamente chamado pela imprensa inglesa da época como krautrock (uma referência ao apelido sauerkraut dos alemães, que significa chucrute, um prato tradicional daquele país), mas acabou sendo aceito pelo tempo devido à grande influência de tais bandas. Já o instrumentista francês, instruido por Pierre Schaeffer, foi um dos pioneiros no gênero New age (música), assim como o músico alemão Klaus Schulze e o músico grego Vangelis.
Alguns pianistas de jazz como Herbie Hancock, Chick Corea, Joe Zawinul (Weather Report) e Jan Hammer (Mahavishnu Orchestra) começaram a usar os sintetizadores em gravações de jazz fusion entre 1972 e 1974. As gravações I Sing the Body Electric de Weather Report e Crossings de Herbie Hancock usaram sintetizadores para efeitos de som em contraste de somente um substituto ao piano.
A composição para Forbidden Planet, por Louis and Bebe Barron, foi completamente composta usando o teremim em 1956. Assim que os sons eletrônicos tornaram-se mais populares nas composições, outros filmes de ficção como Alien e Laranja Mecânica passaram a depender no efeito de ambiente formado por tais instrumentos.

### Década de 1980 a 2000: a música eletrônica para o grande público

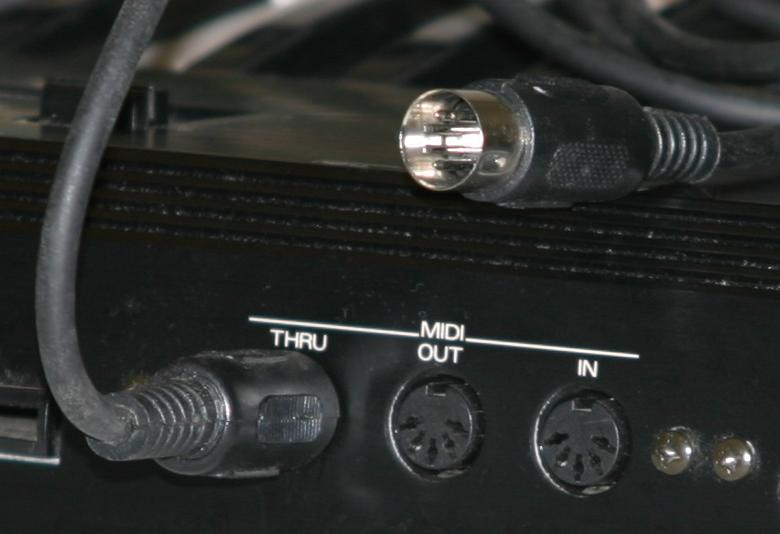
Conectores MIDI em um aparelho eletrônico

No final da década de 1970 e início da década de 1980 houve grande interesse na inovação em instrumentos de música eletrônica, amplamente pela substituição dos sintetizadores analógicos por versões digitais, além dos primeiros samplers. Na época os samplers eram, tal qual os primeiros sintetizadores, espaçosos e caros, mas em meados da década de 1980 foram desenvolvidos para tornarem-se mais disponíveis aos músicos.
Similarmente aos samplers, a música eletrônica foi amplamente difundida a partir da década de 1980 através da popularização dos computadores pessoais. A partir de então era possível emular as funcionalidades de instrumentos musicais ou de sintetizadores através da criação, manipulação e apresentação virtual de som. Percebeu-se que diferentes equipamentos não conseguiam comunicar-se entre si devido à diferenças em suas tecnologias. Para solucionar o problema foi criado o MIDI, um protocolo de comunicação destinado a comunicação, controle e sincronização de informações de áudio entre dispositivos como teclados, sintetizadores e processadores de som. Concebido em 1980, proposto para padronização em 1981 e introduzido de fato em agosto de 1983 (versão 1.0), o MIDI tornou-se um dos padrões mais notáveis da indústria da informática e atualmente é aceito na maioria dos equipamentos de áudio e instrumentos musicais eletrônicos. O advento dessa tecnologia permitiu que um simples comando ativasse qualquer dispositivo do estúdio remotamente e em sincronia, respondendo de acordo com as condições predeterminadas pelo compositor.

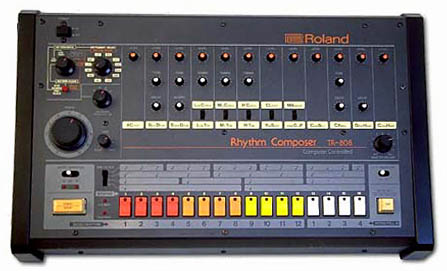
Um Roland TR-808

#### Eletro e música industrial
Os novos tipos de sons eletrônicos contribuíram para a formação da música industrial, começada por grupos como Throbbing Gristle em 1975, Wavestar e Cabaret Voltaire. Artistas como Nine Inch Nails em 1989, KMFDM e Severed Heads usaram as inovações da música concreta e aplicaram à música dance e rock. Durante esse tempo, artistas de dub como Tackhead gravaram composições com modelos da música industrial que pavimentaram o interesse a bandas como Meat Beat Manifesto e produtores de downtempo e trip hop como Kruder & Dorfmeister. Destaque especial para o surgimento do synth-pop (a música pop tocada com o predomínio de sintetizadores) nessa época, que revelou Mega bandas de reconhecimento mundial e influência enorme dentro da música eletrônica como New Order, Depeche Mode, Alphaville, Information Society, A-Ha e logo depois, Pet Shop Boys e Erasure.
Ainda durante o começo da década de 1980 desenvolveu-se em Detroit o eletro, uma forma de hip hop misturada com o timbre dos sintetizadores analógicos (usando várias referências de Kraftwerk), baseado amplamente nas caixas de ritmos como o Roland TR-808. Ainda que seja mais associado com o hip hop e usado no breakdance da época, o eletro é considerado uma forma de música eletrônica. O estilo foi resgatado nos anos 2000 com o eletroclash mas decaiu pela grande influência de novos estilos de música eletrônica tais como o house.

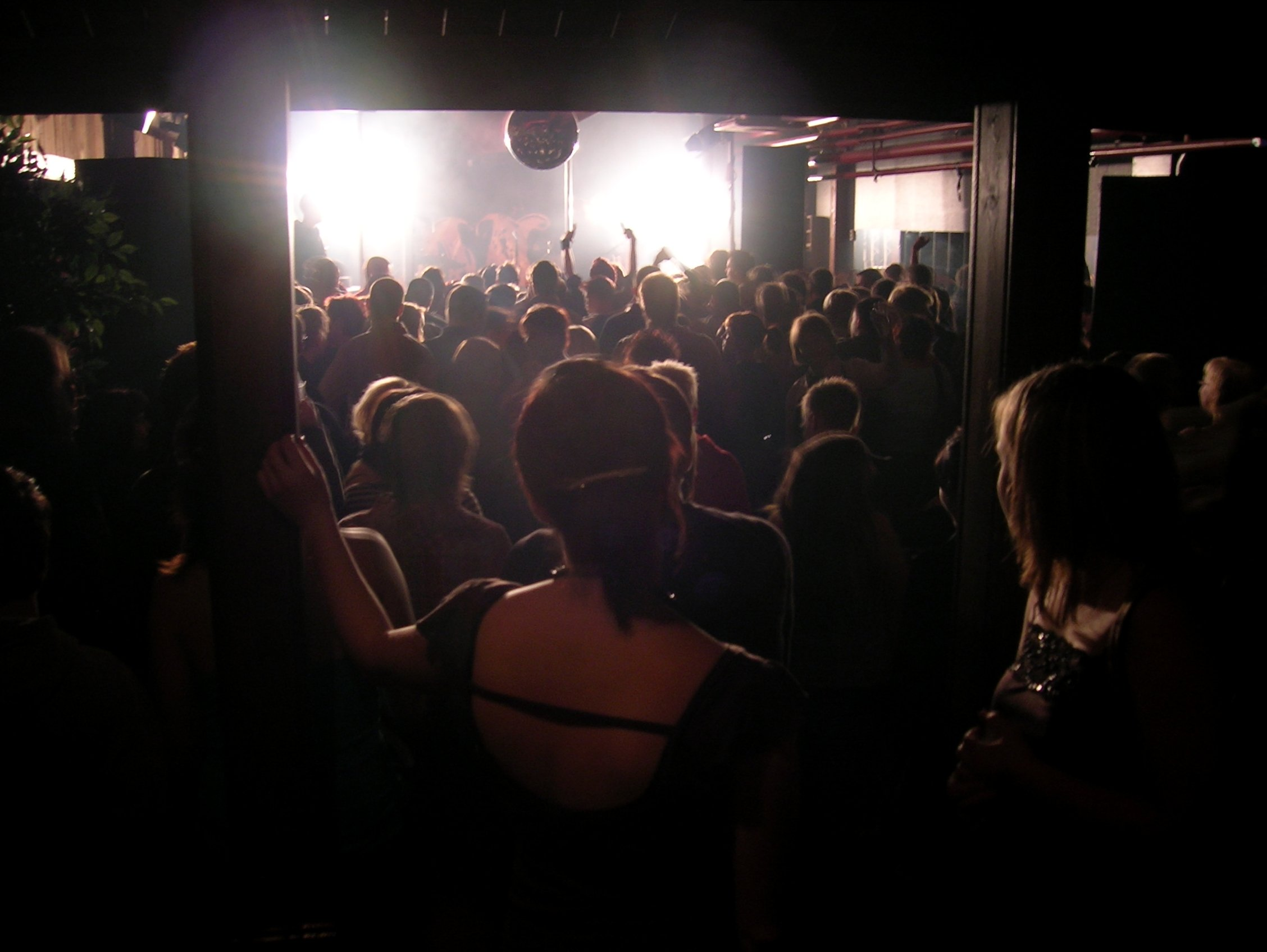
Cultura da discoteca, uma das precursoras da música eletrônica dançante

#### Música eletrônica dançante
O estilo passou então de uma mera ferramenta para os músicos diversificarem e desenvolverem novos sons e timbres musicais apoiando-se em outros estilos musicais para ganhar uma cena própria. Com o sucesso da música disco, que atingiu seu auge entre 1977 e 1979 em parte devido ao filme de 1977 "Saturday Night Fever", a década de 1980 e décadas seguintes na música eletrônica foram marcadas pelo surgimento da música eletrônica dançante, levando ao desenvolvimento de novas ramificações como o techno, o house e o trance. A música eletrônica torna-se a partir de então, além de um estilo musical, um estilo de vida marcado pelas raves (eventos sociais de elevação de consciência baseados em música eletrônica) e pelos DJs (músicos que utilizam instrumentos musicais eletrônicos para executar composições).
O desenvolvimento do techno em Detroit e house music em Chicago na década de 1980, além do acid house no Reino Unido no início da década de 1990 aceleraram o desenvolvimento e a aceitação da música eletrônica na indústria da música, introduzindo a música eletrônica dançante às casas noturnas. A composição eletrônica pode seriar ritmos mais rápidos e precisos que os criados pela percussão tradicional, além de oferecer a possibilidade de misturas e adição de outros elementos como instrumentos musicais tradicionais e vocais. O estilo desenvolveu-se de tamanha maneira a tornar-se comercialmente acessível que mesmo artistas pop chegaram a compor usando o estilo, como nos álbuns Believe da cantora Cher, Ray of Light da cantora Madonna e Fever da Cantora Kylie Minogue. Destaque para a canção Blue Monday, que foi lançada em 1983 pela banda inglesa New Order e se tornou a canção chave para o desenvolvimento da música eletrônica em geral.

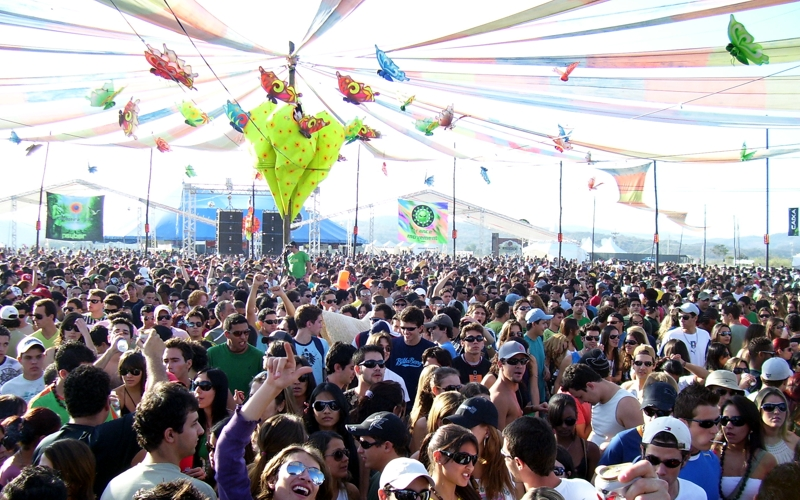
Rave em Belo Horizonte, 2006

Acid House! - o surgimento das raves
A partir de 1988, sob a alcunha Acid House, originou-se um movimento contracultural em plena Europa convoluta e em meio ao fim do Socialismo, o desmantelamento da URSS, a reunião da Alemanha, que pregava atitude amistosa e tolerante em contraponto ao pessimismo dark dos anos 1980. Tanto que o período primordial da Acid House (que existiu mais ou menos de 1988 a 1992) foi apelidado de Second summer of Love, em referência àquele período dos anos 1970 - e, é bom que se saiba, ao amplo consumo da droga MDMA, cujos usuários são envolvidos numa mistura de pacifismo e euforia. A base sonora era fundamentalmente eletrônica e rítmica. A cultura de sintetizadores dos anos 1970 (krautrock, ambient) se unia com a música eletrônica de gueto dos anos 1980 (eletrofunk, hip-hop), os ecos da disco music (house) e ruídos sintetizados e mecanizados das metrópoles (techno). A Acid House também antecipou as estéticas cyberpunk dos anos 1990 e geek dos anos 2000. Mesmo com a reações negativas da mídia, sobretudo pelo fato de os inúmeros eventos serem ilegais por causa das drogas, o estilo foi se desenvolvendo, e o gênero musical se transformou em movimento. A partir do final da década de 1990 o termo caiu em desuso pelos seus participantes na Europa devido à massificação e desvirtualização do uso.
Um elemento importante para o desenvolvimento da música eletrônica dançante foi o desenvolvimento das raves. Tais festas de música eletrônica começaram como uma reação às tendências da música popular, a cultura de casas noturnas, não podendo esquecer do fortalecimento do movimento LGBT e o rádio comercial. Seu objetivo primordial era a interação entre pessoas e elevação da consciência (uma fuga da realidade) através de diversas formas de arte. Fomentadas primeiramente no Reino Unido e Alemanha, se expandiram para o mundo todo (em muitos casos a estética primordial, baseada na novidade da sonoridade eletrônica, foi substituída por eventos puramente comerciais).
É importante ressaltar que no mundo da música eletrônica, no conhecimento geral, inicia-se que o gênero dominante é o masculino com uma percentagem de 90%, já na imagem feminina, de acordo com a revista Forbes, não existe nenhuma DJ feminina. Nos festivais internacionais, a presença de DJs mulheres tem uma percentagem de apenas 10%, em quase todos os line-ups. Na visão do mercado lucrativo, as mulheres vão de pouco a pouco ganhando uma posição de destaque na música eletrônica, área associada aos homens.

## Sub-gêneros
|                        | origem                                                      | começo                                                       | Outros estilos associados                                                                              |  |
| ---------------------- | ----------------------------------------------------------- | ------------------------------------------------------------ | --- |  |
| Breakbeat              | (1) Nova Iorque; (2) Inglaterra                             | (1) início da década de 1970; (2) meados da década de 1990   | techno, hip hop, dancehall                                                                             |  |
| Chill                  | Europa, América do Sul e América do Norte                   | década de 1990                                               | Música ambiente                                                                                        |  |
| Dance music            | Europa                                                      | década de 1980                                               | House,                                                                                                 |  |
| Downtempo              |                                                             | raízes na década de 1970, mais evidenciado na década de 1990 | dub, hip hop, jazz, funk, soul, drum and bass, música ambiente, bossa nova, pop                        |  |
| Drum and bass (Jungle) | Londres e Bristol                                           | início da década de 1990                                     | breakbeat, techno, trip hop, reggae, dancehall, jazz                                                   |  |
| Drumfunk               | Reino Unido                                                 | década de 1990                                               | Drum and Bass                                                                                          |  |
| eletro                 | Detroit, Bronx, Nova Iorque, Los Angeles                    | início da década de 1980                                     | synthpop, música disco, funk                                                                           |  |
| Grime                  | Londres                                                     | década de 2000                                               | Hip Hop e Dubstep                                                                                      |  |
| Hardcore               | Europa                                                      | final da década de 1970                                      | Happy Hardcore, Hardstyle, New Style Hardcore, Jumpstyle, Noisecore, Speedcore, Terrorcore, Trancecore |  |
| Bass                   | Europa                                                      | começo da década de 2000                                     | Bass House, Future Bass, Deep Bass                                                                     |  |
| Trap                   | Sul dos Estados Unidos                                      | final da década de 1990                                      | Traspstep, Trap, Hard Trap, Jungleterror, Chill Trap, Future Trap                                      |  |
| House                  | Nova Iorque, Chicago, Londres, Manchester                   | década de 1980                                               | eletro House, funk, disco, synthpop, soul, Dubstep, Tech House, Deep House, Fututre House, Bass House  |  |
| Música ambiente        | Europa                                                      | década de 1970                                               | Krautrock, música erudita do século XX                                                                 |  |
| Música industrial      | Londres, Sheffield, Alemanha, Vancouver, Cleveland, Chicago | início da década de 1970                                     | música concreta, Fluxus, Noise                                                                         |  |
| Techno                 | Detroit                                                     | década de 1980                                               | Techno Hands Up, eletro, industrial, synthpop, house, minimal                                          |  |
| Trance                 | França, Alemanha, Países Baixos, Bélgica e Reino Unido      | início da década de 1990                                     | techno, house, industrial, Trance psicodélico                                                          |  |
| Dubstep                | Londres                                                     | início da década de 2000                                     | Breakbeat, Hardstyle, Drum and bass                                                                    |  |
| Brazilian Bass         | Brasil                                                      | meados da década de 2010                                     | Techno, Nu disco, Deep house, G-House                                                                  |  |